# 程再伊
程再伊（？—？），字連叔，號嵩毓，江西饒州府鄱陽縣人，明朝政治人物。

## 生平
萬曆二十二年甲午科江西鄉試舉人，二十六年（1598年）戊戌科進士，工部觀政，授浙江蕭山令，邑有北海塘腴田万顷，每为潮汐所漂没，再伊相度形势，募民筑堤，越岁告成，遂享灌溉之利。秩满，晋仪曹郎，出补漳南监司，未几告归。